# Anne Bouillon
Anne Bouillon (1972) is een Franse advocaat, gespecialiseerd in vrouwenrechten. Zij is ingeschreven aan de barreau de Nantes. Volgens het Franse tijdschrift GQ is zij anno 2019 de machtigste advocaat van Frankrijk.
Anne Bouillon werd in januari 2001 beëdigd voor het Hof van Beroep van Aix-en-Provence. Ze begon haar carrière in Marseille in immigratie- en werknemersrecht voordat ze in 2003 haar eigen advocatenkantoor oprichtte in Nantes. Haar inzet voor de verdediging van vrouwelijke slachtoffers van huiselijk geweld, waar ze haar specialiteit van maakte, en haar betrokkenheid bij feministische verenigingen brachten haar naar de voorgrond.
Haar getuigenis over juridische kwesties met betrekking tot de zorg voor vrouwelijke slachtoffers van geweld door het rechtssysteem is regelmatig het onderwerp van nationale (La Croix, Liberation, enz.) en regionale (West-Frankrijk) media-aandacht.

## Privéleven
Anne Bouillon is de achternicht van Josephine Baker en haar vierde echtgenoot, Jo Bouillon. Zij is ook de nicht van regisseur Gilles Bouillon en de neef van acteur Bastien Bouillon. Ze is moeder van een kind en getrouwd met strafrechtadvocaat Franck Boëzec.

## Deelname
- 2023 : Anne Bouillon : Justice pour toutes !, documentaire van Dylan Besseau[8]